# Michiko Kakutani
Michiko Kakutani (角谷 美智子 (Kakutani Michiko?  New Haven, 9 de enero de 1955) es una crítica literaria estadounidense. Considerada como una de las principales referencias de la crítica literaria de la prensa estadounidense, ha sido galardonada con un Premio Pulitzer por su trabajo como crítica para el New York Times.